# عمارة أصلية

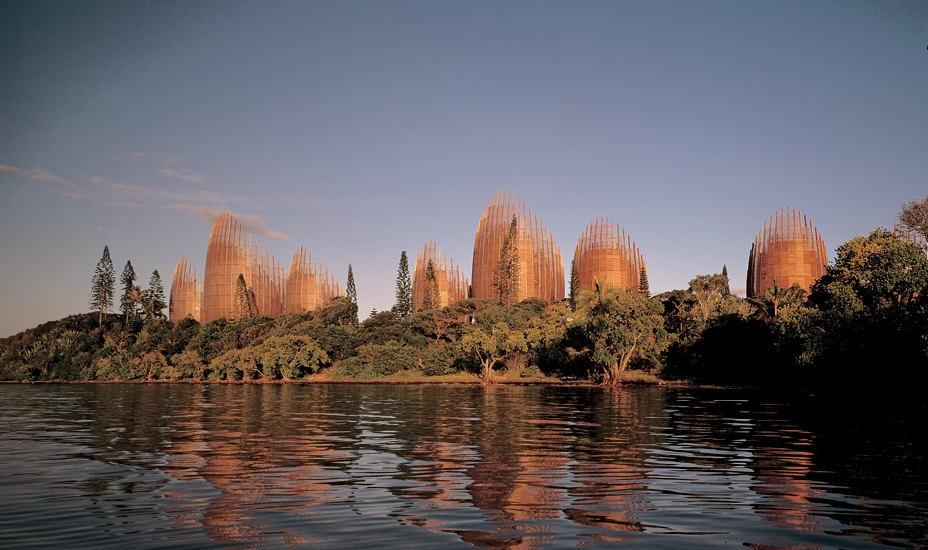
مركز جان ماري تجيباو الثقافي في نيو كاليدونيا.

يُشير مجال العمارة الأصلية إلى دراسة وممارسة العمارة من أجل ومن قبل السكان الأصليين. إنه مجال للدراسة والممارسة في الولايات المتحدة وأستراليا وأوتيارو وكندا ومنطقة القطب الشمالي في لابّي والعديد من البلدان الأخرى، التي امتلك فيها السكان الأصليون تقاليد بناء أو ترجموا فيها أو طمحوا إلى ترجمة ثقافاتهم في البيئة المبنية. امتد هذا المجال إلى عمارة تنسيق المواقع والتصميم الحضري والتخطيط العمراني والفنون العامة وتنسيق المرافق العامة وغيرها من الطرق للمساهمة في البيئات المبنية.

## أستراليا
تختلف العمارة التقليدية أو العامية للسكان الأصليين أو سكان أو جزر مضيق توريس في أستراليا لتلبية نمط الحياة والتنظيم الاجتماعي وحجم الأسرة والاحتياجات الثقافية والمناخية والموارد المتاحة لكل مجتمع.
تباينت أنواع النماذج بدءًا من الأعمال الخشبية للقباب المصنوعة من القصب والهياكل قوسية الشكل أو المنحنية وصولًا إلى الملاجئ المثلثية وثلاثية القوائم المتطاولة، والهياكل على شكل البيضة ذات القواعد الحجرية مع التأطير الخشبي حتى المنصات والأعمدة. تُصمم قواعد هياكل المعسكرات السنوية، سواء كانت منازل مقببة في الغابات المطيرة في كوينزلاند أو منازلًا حجرية في جوب شرق أستراليا، غالبًا من أجل استخدامها على مدى سنوات عديدة من قبل نفس الجماعات العائلية. اختلفت أسماء الهياكل باختلاف لغات هذه الجماعات، وشملت هذه التسميات كلا من الهامبي وغانياه (أو غانيا) وغوندي وويلتجا وورلي.
افترضت الشعوب غير الأصلية حتى القرن العشرين، أن السكان الأصليين يفتقرون إلى المباني الدائمة، ومن المرجح أن ذلك كان بسبب سوء تفسير أساليب حياة السكان الأصليين خلال الاتصال المبكر مع الأوربيين. وُصفت مجتمعات السكان الأصليين «بالبدوية» مما سمح للمستوطنين الأوائل بتبرير الاستيلاء على الأراضي التقليدية مدعين أنها غير مأهولة بمقيمين دائمين.
استخدمت مجموعات اللغات الأصلية الهندسة الحجرية. جاءت أمثلة هياكل الحجر الأصلية من شعوب غندمارا في فيكتوريا الغربية. استخدم هؤلاء البناؤون الصخور البازلتية حول بحيرة كونتا لإقامة المساكن وأنظمة معقدة من السدود الحجرية ومصائد الأسماك والأنقليس والبوابات في جداول المجاري المائية. كان لهذه البيوت الحجرية جدران مصنوعة من الحجارة يبلغ ارتفاعها أكثر من 1 م مع سطح ذو قبة بُنيت من التراب أو مكسية بحصير نباتي. عُثر على دليل عن الهندسة الحجرية المتطورة في أجزاء أخرى من أستراليا. في أواخر عام 1894، كان هناك مجموعة من نحو 500 شخص ماتزال تعيش في منازل بالقرب من بيسيبيل، قد شُيدت من الحجر وكُسيت بالغطاء النباتي فوق قبة ذات تأطير خشبي. أبلغ مراقبون من القرن التاسع عشر عن مساكن من الحجر من نوع البلاطة المسطحة في الركن الشمالي الشرقي لجنوب استراليا. بُنيت هذه المنازل على شكل القبة على أطراف ثقيلة واستُخدم الطين لسد الفجوات. في منطقة وارينغاه في نيوساوث ويلز، بُنيت المنازل الحجرية على شكل بيضة طولية وعُولجت بالطين للحفاظ على الداخل جافًأ.

### تصميم المنازل الأسترالية الأصلية
تتميز مباني السكان الأصليين الذين يعيشون في أجزاء كثيرة من استراليا بنقص حاد في المساكن وبالإنشاءات ذات النوعية السيئة وبالمنازل التي لا تتلاءم مع أساليب حياة السكان الأصليين وأفضلياتهم. يدل النمو السريع وقصر عمر المساكن وارتفاع تكاليف البناء، على أنه كان من الصعب على الحكومات تحقيق الجهود الرامية للحد من الاكتظاظ وتوفير بيئات معيشية صحية للسكان الأصليين. يُعد تصميم المنازل الأصلية والأبحاث، مجالًا متخصصًا في دراسات الإسكان. هناك نهجان رئيسيان لتصميم المنازل الأصلية في أستراليا، -الصحة والثقافة.
يحاول نموذج التصميم الثقافي دمج فهم اختلافات المعايير الثقافية للسكان الأصليين مع تصميم المساكن. هناك مجموعة كبيرة من المعرفة حول المسكان الأصلية في أستراليا والتي تعزز توفير وتصميم المساكن التي تدعم الاحتياجات الاجتماعية والمكانية للسكان الأصليين وسلوكهم المنزلي وقيمهم الثقافية وتطلعاتهم. حدد الأكاديميون على مدى عدة عقود الاحتياجات الخاصة ثقافيًا لمساكن السكان الأصليين بوصفها عوامل رئيسية لنجاح الإسكان، وقد ذكروا أن عدم الاعتراف بتنوع واختلاف احتياجات الإسكان للسكان الأصليين الثقافية، كان السبب في قصور المساكن الأصلية. يُفرض أسلوب المساكن الغربي على سكان الشعوب الأصلية مما يعيق ممارسة المعايير الثقافية. إذا كان التكيف مع العيش في منزل معين يوتر العلاقات، فإنه سيسبب ضغوطًا شديدة على الساكنين. أشار روس، «من شأن الإسكان غير اللائق وتخطيط المدن أن يعطلا التنظيم الاجتماعي، وآليات الحفاظ على علاقات اجتماعية سلسة وشبكات الدعم». هناك مجموعة من العوامل الثقافية التي جرت مناقشتها في الأدب. تشمل هذه التدابير تصميم المساكن بحيث تستوعب جوانب سلوك العملاء مثل سلوكيات التجنب وهياكل مجموعات الأسر المعيشية وسلوكيات النوم وتناول الطعام والهياكل الثقافية للاحتشاد والخصوصية والاستجابة للموت. تُشير كل الأدبيات إلى أنه ينبغي التعامل مع كل تصميم سكني بشكل مستقل بالتعرف على العديد من الثقافات الأصلية ذات العادات والممارسات المختلفة الموجودة في جميع أنحاء أستراليا.
تطور النهج الصحي في تصميم المساكن على اعتبار المسكن عاملًا هامًا يؤثر في صحة السكان الأصليين وسكان جزر مضيق توريس. يمكن للمساكن التي هي دون المستوى المطلوب جنبًا إلى جنب مع البنية التحتية غير المتعطلة، خلق مخاطر صحية كثيرة. تطور نهج «الإسكان من أجل الصحة» من ملاحظات العوامل السكنية التي تؤثر على صحة الشعوب الأصلية في منهجية للقياس والتصنيف وإصلاح «الأجهزة المنزلية» التي تُعتبر أساسية للصحة. يعتمد هذا النهج على «تسعة مبادئ للإسكان الصحي» وهي:
1. قدرة الناس على الاستحمام (خاصة الأطفال).
2. إمكانية غسل الملابس والفراش.
3. التخلص من النفايات.
4. تحسن التغذية وحفظ الطعام وسلامته.
5. تقليل تأثير الازدحام.
6. تقليل تأثير الحيوانات الأليفة والحيوانات والحشرات.
7. السيطرة على الغبار.
8. التحكم في درجة الحرارة.
9. الحد من الصدمات.[11]